# Facelinidae
Facelinidae é uma família taxonómica de coloridas lesmas do mar pertencentes ao grupo dos nudibrânquios eolídeos.

## Taxonomia
A família Facelinidae inclui as seguintes subfamílias e géneros (de acordo com a Taxonomia dos Gastrópodes de Bouchet & Rocroi):
- Facelininae Bergh, 1889[1] - sinónimos: Caloriidae Odhner, 1968; Phidianidae Odhner, 1968; Pruvotfoliinae Tardy, 1970
- Babakininae Roller, 1973[5] - sinónimos: Babainidae Roller, 1972 (inv.)[6]
- Crateninae Bergh, 1889[7] - sinónimos: Rizzoliinae Odhner, 1939 (inv.)
- Favorininae Bergh, 1889[8] - sinónimos: Myrrhinidae Bergh, 1905; Phyllodesmiinae Thiele, 1931; Facalaninae Er. Marcus, 1958[9]
- Herviellinae Burn, 1967[10]
- Pteraeolidiinae Risbec, 1953[11]

Gosliner et al. (2007) elevaram a subfamília Babakininae à categoria de Babakinidae.

## Géneros
A famílias Facelinidae inclui os seguintes géneros e espécies:
Subfamília Facelininae
- Facelina Alder & Hancock, 1855 - género-tipo da subfamília Facelinidae
- Caloria Trinchese, 1888
- Facelinopsis
- Moridilla Bergh, 1888 (nomen dubium)
  - Moridilla brockii (nomen dubium)
- Pruvotfolia Tardy, 1969
  - Pruvotfolia pselliotes

Subfamília Crateninae
- Amanda Macnae, 1954
- Cratena Bergh, 1864 - género-tipo da subfamília Crateninae

Subfamília Favorininae
- Dicata Schmekel, 1967
- Dondice Marcus, 1958
- Favorinus M.E. Gray, 1850 - género-tipo da subfamília Favorinina
- Godiva Macnae, 1954
- Hermissenda Bergh, 1879
- Phyllodesmium Ehrenberg, 1831 (1828)
- Rolandia Pruvot-Fol, 1951
- Sakuraeolis Baba, 1965

Subfamília Herviellinae
- Herviella Baba, 1949 - género-tipo da subfamília Herviellinae

Subfamília Pteraeolidiinae
- Pteraeolidia Bergh, 1875 - género-tipo da subfamília Pteraeolidiinae

Incertae sedis
- Algarvia Garcia-Goomez & Cervera, 1989
- Anetarca Gosliner, 1991
  - Anetarca armata Gosliner, 1991
  - Anetarca brasiliana[13]
- Antonietta Schmekel, 1966
- Austraeolis Burn, 1962
- Bajaeolis Gosliner & Behrens, 1986
- Echinopsole Macnae, 1954
- Emarcusia Roller, 1972
- Hermosita Gosliner & Behrens, 1986
- Jason Miller, 1974
- Learchis Bergh, 1896
- Nanuca Marcus, 1957 [14]
  - Nanuca sebastiani
- Noumeaella Risbec, 1937
- Palisa Edmunds, 1964
- Pauleo Millen & Hamann, 1992
- Phidiana Gray, 1850
- Setoeolis Baba & Hamatani 1965

Géneros considerados sinónimos
- Ennoia Bergh, 1896: sinónimo de Phyllodesmium Ehrenberg, 1831
- Subfamília Facalaninae: sinónimo de Favorininae
- Facelinella Pruvot-Fol, 1951: sinónimo de Facelinopsis Pruvot-Fol, 1954
- Muessa Er. Marcus, 1965: sinónimo de Facelina Alder & Hancock, 1855
- Myrrhine Bergh, 1905: sinónimo de Phyllodesmium Ehrenberg, 1831
- Subfamily Pruvotfoliinae: sinónimo de Facelininae
- Rizzolia Trinchese, 1877: sinónimo de Cratena Bergh, 1864
- Subfamília Rizzoliinae: sinónimo de Crateninae